# Чилвейв
Чилвейв (англ. Chillwave) — музичний напрям, піджанр бедрум поп, особливістю якого є дещо збляклий звук та мрійливі ретро поп звуки, а також використання техніки поганої якості звуку, звукових ефектів, вінтажного синтезатора та інших способів наслідування естетики електропоп 1980-х разом з взаємодією понять пам'яті та ностальгії.

## Визначення
Вперше термін чилвейв з'явився у блозі Hipster Runoff. Kevin Liedel з журналу Slant Magazine описав характеристики жанру так: «вицвілі звукові ландшафти, мрійливі ліричні роздуми та теплий анахронний інструментал повторювали аналоговий відблиск повільних ритмів кінця 70-х-початку 80-х років». Ерік Гранді писав у 2009 році: «велика об'єднуюча тема у жанрі — це певний тип ностальгії за якимось невиразним, ідеалізованим дитинством». Джон Парелес у 2010 році писав у Нью-Йорк Таймс: «Це соло проекти або невеликі гурти, часто з ноутбуком і вони торгують спогадами електропопу з 80-х, із танцювальними звучками (та часто слабким вокалом). Це ера-рецесія музики: малобюджетна та танцювальна музика».

## Критика
Джордж Макінтайр, з «Сан-Франциско бей гардіан» назвав чилвейв «дешевим продуктом, з ляпасом для лейблів для опису зернистої, танцювальної, lo-fi музики, натхненної 80-ми роками». Багато артистів, пов'язаних з лейблами чилвейв відкинули його критику.

## Список музичних гуртів
- MillionYoung
- Toro y Moi
- Tycho
- Washed Out
- Odesza

### Українські гурти
- Onuka
- Latexfauna